# Góra Matemblewska
Der Góra Matemblewska ist eine 160 Meter hohe Erhebung in Danzig in Polen. Der Hügel ist nur 13 m höher als die nahe Straße und befindet sich auf dem Gebiet des Stadtbezirks Brętowo (Brentau). Nach der Eingemeindung Brentaus im Jahr 1933 war er bis 1973 die höchste Erhebung auf Danziger Stadtgebiet. Er wurde damals mit 159,9 Metern und wird heute mit 160,3 Metern vermessen. Seinen Namen erhielt er erst nach 1945 mit der Zugehörigkeit Danzigs zu Polen. Er wurde nach dem Forsthaus Matęblewo benannt (deutsche Bedeutung: Matemblewoer Berg).